# Juliette (Géorgie)
Pour les articles homonymes, voir Juliette.
Juliette est une census-designated place située dans le comté de Monroe, dans l’État de Géorgie, aux États-Unis. Lors du recensement de 2020, elle comptait 290 habitants.